# 宝樹院 (横浜市)
宝樹院（ほうじゅいん）は、神奈川県横浜市金沢区にある真言宗御室派の寺院。

## 歴史
創建年代は不明である。元々は現在の六浦駅の近くに位置していたが、1650年（慶安3年）に永叫が現在地に移転し中興した。
当院境内の阿弥陀堂にある阿弥陀三尊像は、1991年（平成3年）の解体修理の際に、近くにあった廃寺「常福寺」の本尊であったことが判明した。この像は神奈川県の重要文化財に指定されている。

## 文化財
- 木造阿弥陀三尊像（神奈川県指定重要文化財 平成4年11月20日指定）[3]

## 交通アクセス
- 六浦駅より徒歩15分。